# Дивізія А 1923—1924
Дивізія А 1923-24 — 12-ий сезон чемпіонату Румунії з футболу. Усі футбольні клуби країни були поділені на 9 регіональних ліг за територіальним принципом. Переможець кожної з ліг взяв участь у національному етапі. Титул втретє поспіль здобув Кінезул (Тімішоара).

## Команди
У змаганнях брав участь також клуб Ян із українських Чернівців, які на той час були у складі Румунії.

## Національний етап
| Регіон      | Команда                     |
| Арад        | Соціататя Гімнастика (Арад) |
| Бухарест    | Венус (Бухарест)            |
| Брашув      | Брашувія (Брашув)           |
| Чернівці    | Ян (Чернівці)               |
| Клуж        | Університатя (Клуж)         |
| Орадя       | Клуб Атлетік Орадя          |
| Сібіу       | Шоймій (Сібіу)              |
| Тиргу-Муреш | Мурешул (Тиргу-Муреш)       |
| Тімішоара   | Кінезул (Тімішоара)         |

### Перший раунд
| Команда 1             | Рахунок | Команда 2      |
| --------------------- | ------- | -------------- |
| 13 липня 1924         |         |                |
| Мурешул (Тиргу-Муреш) | 4:0     | Шоймій (Сібіу) |

### 1/4 фіналу
| Команда 1                | Рахунок  | Команда 2                   |
| ------------------------ | -------- | --------------------------- |
| 20 липня — 3 серпня 1924 |          |                             |
| Мурешул (Тиргу-Муреш)    | 3:1      | Венус (Бухарест)            |
| Клуб Атлетік Орадя       | 0:0; 3:0 | Університатя (Клуж)         |
| Кінезул (Тімішоара)      | 2:0      | Соціататя Гімнастика (Арад) |
| Ян (Чернівці)            | +:-      | Брашувія (Брашув)           |

### 1/2 фіналу
| Команда 1                 | Рахунок | Команда 2             |
| ------------------------- | ------- | --------------------- |
| 27 липня — 10 серпня 1924 |         |                       |
| Клуб Атлетік Орадя        | 1:0     | Ян (Чернівці)         |
| Кінезул (Тімішоара)       | 9:0     | Мурешул (Тиргу-Муреш) |

### Фінал
| Команда 1           | Рахунок | Команда 2          |
| ------------------- | ------- | ------------------ |
| 17 серпня 1924      |         |                    |
| Кінезул (Тімішоара) | 4:1     | Клуб Атлетік Орадя |